# Государственный переворот в Лесото (1970)
Государственный переворот 1970 года — бескровный переворот, который произошёл в Лесото 30 января 1970 года под руководством премьер-министра Джозефа Леабуа Джонатана.
Переворот привёл к установлению в стране авторитарного правления премьер-министра Джонатана, который занимал этот пост с 1965 года. Переворот был спровоцирован победой на всеобщих выборах оппозиционной «Партии Конгресса Басутоленда», возглавляемой Нтсу Мокхеле. Правящая «Национальная партия Басотоленда» во главе с Джонатаном приняла решительные меры по недопущению к власти оппозиции.
Премьер-министр Джонатан объявил чрезвычайное положение, отменил выборы, распустил парламент и приостановил действие конституции. В апреле 1970 года король Мошвешве II был вынужден отправиться в изгнание после того, как выразил несогласие с этими действиями. Сам Джонатан был свергнут в результате государственного переворота 1986 года, возглавляемого генералом Джастин Лекханья, занявший пост премьер-министра страны.

## Предпосылки
4 октября 1966 года Басутоленд получил независимость под названием Королевство Лесото.
Как и в случаях с другими странами Африки, которые освободились от колониального правления, новое независимое государство Лесото унаследовало британские конституционные и институциональные механизмы. Следовательно, современная армия в Лесото была завещана британской колониальной администрацией и была построена британским персоналом при значительной поддержке со стороны соседней Южной Африки.
Несмотря на то, что с 1960-х годов в институциональных механизмах управления вооружёнными силами произошли сдвиги и повороты, общим на всех этапах военной эволюции в Лесото являлось то, что премьер-министр оставался главнокомандующим вооружёнными силами. Однако в более ранние периоды накалилась напряжённость между премьер-министром как главой правительства и королём как главой государства в отношении управления вооружёнными силами.
Период 1965—1970 годов истории Лесото можно охарактеризовать как эпоху зарождающейся демократии, когда военно-гражданские отношения были в целом стабильными, учитывая относительную стабильность политической системы.

## Последствия
После переворота, и до 1986 года в Лесото было установлено однопартийное авторитарное правление. Этот период отмечен нестабильными военно-гражданскими отношениями, политизацией вооружённых сил, которая поставила под угрозу профессионализм и этическую целостность сил обороны. В течение этого периода правительство «Национальной партии Басотоленда» осуществляло строгий контроль над вооружёнными силами и формировало вооружённые силы для достижения своих политических целей. Этот шаг был направлен не только на развитие способности отражать внешнюю угрозу, но и на ослабление внутренней оппозиции. Эта эпоха была эпохой острых разногласий, фракционных столкновений и склок между лидерами внутри правящей партии. Эти разногласия привели правящую партию в замешательство и вызвали острый конфликт между партией и вооружёнными силами, в первую очередь из-за вопросов внутреннего правопорядка и тяжёлых отношений режима с режимом апартеидом в ЮАР. Отношения между правящей партией и вооружёнными силами ухудшились настолько, что в январе 1986 года армия совершила военный переворот, свергнув правительство «Национальной партии Басотоленда».